# 이와테군

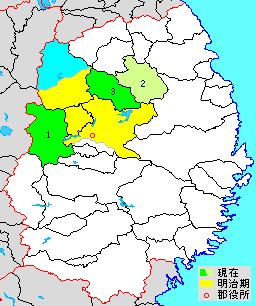
이와테현 이와테군의 위치 (1.시즈쿠이시정 2.구즈마키정 3.이와테정 연녹색·하늘색:다른 군에서 편입한 구역)

이와테군(일본어: 岩手郡, いわてぐん)은 일본 이와테현(무쓰국·리쿠추국)에 있는 군이다.
인구 30,314명, 면적 1,404.24km², 인구밀도 21.6명/km².(2025년 3월 1일, 추계인구)
이하 3정으로 구성된다.
- 시즈쿠이시정(雫石町)
- 구즈마키정(葛巻町)
- 이와테정(岩手町)

모리오카 도시권의 북부를 차지한다

## 군역

### 이와테군(제1차)
1878년 행정 구역으로 발족 당시의 군역은 대략 아래 구역에 해당한다.
- 다키자와시 전역
- 모리오카시의 일부
- 하치만타이시의 일부
- 시즈쿠이시정 전역
- 이와테정 전역

### 이와테군(제2차)
1897년 행정 구역으로 발족 당시의 군역은 제1차 이와테군과 같은 구역에 해당한다.

## 역사

### 이와테군(제1차)
- 1878년 11월 26일 - 군구정촌 편제법이 이와테현에서 시행되면서, 행정 구역으로서의 이와테군이 발족.
- 1879년 1월 4일 - 분할되어, 니오촌 외의 48촌 구역으로 미나미이와테군(南岩手郡)이, 오부케촌 외의 37촌 구역으로 기타이와테군(北岩手郡)이 각각 발족. 이날 이와테군(제1차)은 폐지됨.

### 이와테군(제2차)

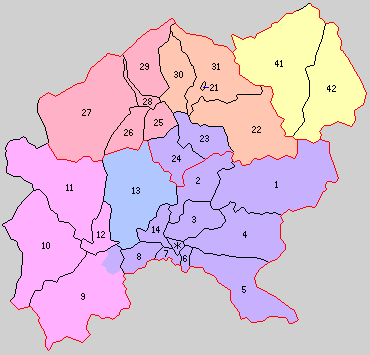
1.야부카와촌 2.다마야마촌 3.요나이촌 4.아사기시촌 5.야나가와촌 6.나카노촌 7.모토미야촌 8.오타촌 9.고쇼촌 10.오묘진촌 11.니시야마촌 12.시즈쿠이시촌 13.다키자와촌 14.구리야가와촌 21.누마쿠나이정 22.가와구치촌 23.마키보리촌 24.시부타미촌 25.오부케촌 26.덴도촌 27.마쓰오촌 28.다이라다테촌 29.데라다촌 30.잇카타이촌 31.미도촌 41.구즈마키촌 42.에카리촌 ＊은 발족 당시의 모리오카시 (보라:모리오카시 빨강:하치만타이시 파랑:다키자와시 분홍:시즈쿠이시정 등색:이와테정 노랑:구즈마키정)

- 1897년 4월 1일 - 군제 시행에 따라, 미나미이와테군·기타이와테군의 구역을 가지고 이와테군(제2차)이 발족.
  - 구 미나미이와테군(14촌) - 야부카와촌(藪川村), 다마야마촌(玉山村), 요나이촌(米内村), 아사기시촌(浅岸村), 야나가와촌(簗川村), 나카노촌(中野村), 모토미야촌(本宮村), 오타촌(太田村)(현 모리오카시), 고쇼촌(御所村)(현 모리오카시, 시즈쿠이시정), 오묘진촌(御明神村), 니시야마촌(西山村), 시즈쿠이시촌(雫石村)(현 시즈쿠이시정), 다키자와촌(滝沢村)(현 다키자와시), 구리야가와촌(厨川村)(현 모리오카시)
  - 구 기타이와테군(1정 10촌) - 누마쿠나이정(沼宮内町), 가와구치촌(川口村)(현 이와테정), 마키보리촌(巻堀村), 시부타미촌(渋民村)(현 모리오카시), 오부케촌(大更村), 덴도촌(田頭村), 마쓰오촌(松尾村), 다이라다테촌(平舘村), 데라다촌(寺田村)(현 하치만타이시), 잇카타이촌(一方井村), 미도촌(御堂村)(현 이와테정)
- 1913년 6월 10일 -  구리야가와촌의 일부가 모리오카시에 편입.
- 1928년 4월 1일 - 요나이촌이 모리오카시에 편입.(1정 23촌)
- 1940년
  - 1월 1일 - 구리야가와촌이 모리오카시에 편입.(1정 22촌)
  - 12월 23일 - 시즈쿠이시촌이 정제 시행으로 시즈쿠이시정(雫石町)이 됨.(2정 21촌)
- 1941년 4월 10일 - 아사기시촌·나카노촌·모토미야촌이 모리오카시에 편입.(2정 18촌)
- 1948년 7월 1일 - 구노헤군 구즈마키정(葛巻町)·에카리촌(江刈村)의 소속이 이와테군으로 변경.(3정 19촌)
- 1954년 4월 1일 - 다마야마촌·시부타미촌·야부카와촌이 합병하여, 새로이 다마야마촌이 발족.(3정 17촌)
- 1955년
  - 2월 1일 - 야나가와촌 및 다마야마촌의 일부, 다키자와촌의 일부가 모리오카시에 편입.(3정 16촌)
  - 4월 1일(3정 12촌)
    - 오타촌이 모리오카시에 편입.
    - 시즈쿠이시정·오묘진촌·고쇼촌·니시야마촌이 합병하여, 새로이 시즈쿠이시정이 발족.

  - 6월 1일 - 마키보리촌이 다마야마촌에 편입.(3정 11촌)
  - 7월 15일 - 구즈마키정이 에카리촌 및 니노헤군 다베촌과 합병하여, 새로이 구즈마키정이 발족.(3정 10촌)
  - 7월 21일 - 누마쿠나이정·잇카타이촌·가와구치촌·미도촌이 합병하여, 이와테정(岩手町)이 발족.(3정 7촌)
  - 10月 - 시즈쿠이시정의 일부가 모리오카시에 편입.
- 1956년 9월 30일 - 오부케촌·다이라다테촌·덴도촌·미도촌이 합병하여, 니시네촌(西根村)이 발족.(3정 4촌)
- 1961년 11월 1일 - 니시네촌이 정제 시행으로 니시네정(西根町)이 됨.(4정 3촌)
- 2002년 4월 1일 - 니노헤군 아시로정(安代町)을 이와테군에 편입.(5정 3촌)
- 2005년 9월 1일 - 아시로정·니시네정·마쓰오촌이 합병하여, 하치만타이시(八幡平市)가 발족, 군에서 이탈.(3정 2촌)
- 2006년 1월 10일 - 다마야마촌이 모리오카시에 편입.(3정 1촌)
- 2014년 1월 1일 - 다키자와촌이 시제 시행으로 다키자와시(滝沢市)가 되어, 군에서 이탈.(3정)

## 참고 문헌
- 《가도카와 일본 지명 대사전》 편집위원회, 편집. (1985년 2월 7일). 《가도카와 일본 지명 대사전》. 3 이와테현. 가도카와 쇼텐. ISBN 4040010302.